# Wicky Hassan
Vittorio Hassan detto Wicky (Tripoli, 28 luglio 1955 – Roma, 16 dicembre 2011) è stato uno stilista e imprenditore libico naturalizzato italiano.

## Biografia
Nacque in Libia da una famiglia ebraica di commercianti di stoffe, trasferitasi a Roma nel 1967 dopo il sanguinoso pogrom ai danni della comunità ebraica in seguito alla vittoria israeliana nella guerra dei sei giorni e alla successiva presa di potere da parte di Gheddafi. Commesso e poi direttore di un negozio di abbigliamento in via del Seminario, successivamente aprì un proprio esercizio ("Allergie") riscuotendo grande successo grazie all'intuizione di vendere prodotti e marchi non ancora distribuiti in Italia. Nel 1983 lanciò il marchio Energie.
Nel 1989 con Renato Rossi fondò il gruppo Sixty ai quali sono oggi associati i brand Miss Sixty, Energie, Killah, Refrigiwear, Roberta di Camerino e Murphy & Nye, quest'ultimo diretto da Giorgio Balis.
Pochi mesi prima di morire, fine 2011, mandò una lettera al giornale di centro-destra Libero, pubblicata dal direttore Maurizio Belpietro, in cui affermava di voler avere il diritto di sposarsi col suo compagno col quale intratteneva una seria relazione monogama da trentadue anni con il quale ebbe 3 figli: Nathan, Daniel e Sara.